# Coelopa frigida
Coelopa frigida is een vliegensoort uit de familie van de wiervliegen (Coelopidae). De wetenschappelijke naam van de soort is voor het eerst geldig gepubliceerd in 1805 door Johann Christian Fabricius.